# 奴隷制度廃止国際デー
奴隷制度廃止国際デー（どれいせいどはいしこくさいデー、英: International Day for the Abolition of Slavery）とは国際デーの一つ。

## 概要
1949年に人身売買及び他人の売春からの搾取の禁止に関する条約の採択された日（12月2日）にちなんで制定された。 2000年にコフィー・アナン国連事務総長は世界人権宣言第4条「何人も奴隷にされ、または苦役に服することはない。奴隷制度および奴隷売買は、いかなる形においても禁止する」を踏まえて、あらゆる形での奴隷制度の廃止を願って組織犯罪防止条約を初め人身売買に関する条約が策定されていることをしている。。